# Renata Habsburżanka
Renata Maria Karolina Rajneria Teresa Filomena Dezyderia Makaria Habsburżanka, niem. Renata Maria Caroline Raineria Theresia Philomena Desideria Macaria von Habsburg-Lothringen (ur. 2 stycznia 1888 w Puli, zm. 16 maja 1935 w Balicach) – niemiecka arystokratka z cieszyńskiej linii Habsburgów-Lotaryńskich, arcyksiężniczka Austrii i księżniczka cieszyńska jako córka Karola Stefana, księżna jako żona Hieronima Mikołaja Radziwiłła.

## Życiorys
Urodziła się jako druga córka Karola Stefana (1860–1933), księcia cieszyńskiego, i jego żony Marii Teresy (1862–1933), księżniczki Toskanii. Miała dwie siostry: starszą Eleonorę (1886–1974), młodszą Mechtyldę (1891–1966) oraz trzech młodszych braci: Karola Olbrachta (1888–1951), Leona Karola (1893–1939) i Wilhelma (1895–1948). Renata odebrała staranne wykształcenie pod okiem domowych guwernerów, typowe dla arcyksiężniczek austro-węgierskich. Szczególny talent wykazała w nauce języków obcych; poza niemieckim biegle posługiwała się angielskim, francuskim, polskim i włoskim. W związku z karierą jej ojca w marynarce wojennej dzieciństwo spędziła na Istrii, w Puli i Lošinj, często podróżując do Wiednia. Wraz ze śmiercią stryja Albrechta Fryderyka (1847–1895) jej ojciec odziedziczył pomniejsze dobra Księstwa Cieszyńskiego skupione w „kluczu beskidzkim”. W 1907 zamieszkała wraz z rodziną w nowej siedzibie w Żywcu, przebywając zimą także w Cieszynie.
W związku z ambicjami jej ojca do powołania polskiej linii Habsburgów, ojciec zaaranżował małżeństwo Renaty z wpływowym ziemianinem w Galicji, Hieronimem Mikołajem Radziwiłłem (1885–1945), synem Dominika Ignacego (1852–1938) i Dolores Marii de Agramonte (1854–1920). Para ogłosiła zaręczyny we wrześniu 1908, pobierając się w Żywcu 15 stycznia 1909. Małżeństwo zamieszkało w Balicach. Ze związku pochodzi sześcioro dzieci:
- Maria Teresa (1910–1973);
- Dominik Rajner (1911–1976) ⚭ 1. Eugenia Glücksburg (1910–1989), księżniczka Grecji i Danii, córka Jerzego (1869–1959) i Marii Bonaparte (1882–1962)[5], 2. Lida Lacey Bloodgood (ur. 1926), córka Johna i Lidy z d. Fleitmann (1894–1982);
- Karol Hieronim Celestyn (1912–2005) ⚭ 1. Teresa Soto-Alderete (ur. 1920), 2. Maria Ludwika de Alvear (1913–1989), córka Eugeniusza i Marii Ludwiki z d. Quirno;
- Wojciech Olbracht Hieronim (1914–1932) zmarły na gruźlicę;
- Eleonora Maria Aniela (ur. 1918) ⚭ 1. Benedykt Władysław Tyszkiewicz (1905–1956), syn Benedykta Jana (1875–1948) i Róży z d. Branickiej (1881–1953)[5], 2. Roger de Froidecourt (ur. 1931);
- Leon Hieronim Stanisław (1922–1973).

## Przodkowie
| Prapradziadkowie                | cesarz rzymski Leopold II (1747–1792) ∞ 1765 Maria Ludwika Burbon (1745–1792)                              | ks. Nassau-Weilburga Fryderyk Wilhelm (1768–1816) ∞ 1788 Ludwika Izabela Kirchberg (1772–1827)             | cesarz rzymski Leopold II (1747–1792) ∞ 1765 Maria Ludwika Burbon (1745–1792)                              | Ludwik Wirtemberski, ks. Montbéliard (1756–1817) ∞ 1797 Henryka Nassau-Weilburg (1780–1857)                | w. ks. Toskanii Ferdynand III (1769–1824) ∞1790 Ludwika Maria Burbon-Sycylijska (1773–1802)         | kr. Obojga Sycylii Franciszek I (1777–1830) ∞1802 Maria Izabela Burbon (1789–1848)                  | kr. Obojga Sycylii Franciszek I (1777–1830) ∞1802 Maria Izabela Burbon (1789–1848)                  | Karol Ludwik, ks. cieszyński (1771–1847) ∞ 1815 Henryka Nassau-Weilburg (1797–1829)                 |
| Pradziadkowie                   | Karol Ludwik, ks. cieszyński (1771–1847) ∞ 1815 Henryka Nassau-Weilburg (1797–1829)                        | Karol Ludwik, ks. cieszyński (1771–1847) ∞ 1815 Henryka Nassau-Weilburg (1797–1829)                        | Józef Antoni, palatyn Węgier (1776–1847) ∞ 1819 Maria Dorota Wirtemberska (1797–1855)                      | Józef Antoni, palatyn Węgier (1776–1847) ∞ 1819 Maria Dorota Wirtemberska (1797–1855)                      | w. ks. Toskanii Leopold II (1797–1870) ∞1833 Maria Antonina Burbon-Sycylijska (1814–1898)           | w. ks. Toskanii Leopold II (1797–1870) ∞1833 Maria Antonina Burbon-Sycylijska (1814–1898)           | kr. Obojga Sycylii Ferdynand II (1810–1859) ∞ 1837 Maria Teresa Habsburg-Cieszyńska (1816–1867)     | kr. Obojga Sycylii Ferdynand II (1810–1859) ∞ 1837 Maria Teresa Habsburg-Cieszyńska (1816–1867)     |
| Dziadkowie                      | Karol Ferdynand Habsburg-Cieszyński (1818–1874) ∞ 1854 Elżbieta Franciszka Habsburg-Lotaryńska (1831–1903) | Karol Ferdynand Habsburg-Cieszyński (1818–1874) ∞ 1854 Elżbieta Franciszka Habsburg-Lotaryńska (1831–1903) | Karol Ferdynand Habsburg-Cieszyński (1818–1874) ∞ 1854 Elżbieta Franciszka Habsburg-Lotaryńska (1831–1903) | Karol Ferdynand Habsburg-Cieszyński (1818–1874) ∞ 1854 Elżbieta Franciszka Habsburg-Lotaryńska (1831–1903) | Karol Salwator Habsburg-Toskański (1839–1892) ∞ 1861 Maria Immaculata Burbon-Sycylijska (1844–1899) | Karol Salwator Habsburg-Toskański (1839–1892) ∞ 1861 Maria Immaculata Burbon-Sycylijska (1844–1899) | Karol Salwator Habsburg-Toskański (1839–1892) ∞ 1861 Maria Immaculata Burbon-Sycylijska (1844–1899) | Karol Salwator Habsburg-Toskański (1839–1892) ∞ 1861 Maria Immaculata Burbon-Sycylijska (1844–1899) |
| Rodzice                         | Karol Stefan Habsburg-Cieszyński (1860–1933) ∞ 1886 Maria Teresa Habsburg-Toskańska (1862–1933)            | Karol Stefan Habsburg-Cieszyński (1860–1933) ∞ 1886 Maria Teresa Habsburg-Toskańska (1862–1933)            | Karol Stefan Habsburg-Cieszyński (1860–1933) ∞ 1886 Maria Teresa Habsburg-Toskańska (1862–1933)            | Karol Stefan Habsburg-Cieszyński (1860–1933) ∞ 1886 Maria Teresa Habsburg-Toskańska (1862–1933)            | Karol Stefan Habsburg-Cieszyński (1860–1933) ∞ 1886 Maria Teresa Habsburg-Toskańska (1862–1933)     | Karol Stefan Habsburg-Cieszyński (1860–1933) ∞ 1886 Maria Teresa Habsburg-Toskańska (1862–1933)     | Karol Stefan Habsburg-Cieszyński (1860–1933) ∞ 1886 Maria Teresa Habsburg-Toskańska (1862–1933)     | Karol Stefan Habsburg-Cieszyński (1860–1933) ∞ 1886 Maria Teresa Habsburg-Toskańska (1862–1933)     |
| Renata Habsburżanka (1888–1935) | | | | | | | | |